# Quadratala atribruna
Quadratala atribruna är en fjärilsart som beskrevs av Emilio Berio 1976-1977 [1977. Quadratala atribruna ingår i släktet Quadratala och familjen nattflyn. Inga underarter finns listade.